# Putlocker
Putlocker är en streaming-webbsida för filmer och TV-serier. Sidans domännamn har ändrats ett flertal gånger efter juridiska beslut. Webbsidan har tidigare legat på alexa-ranknings top 250-lista över mest besökta webbsidor globalt.
Den ursprungliga webbplatsen härstammar från Storbritannien så tidigt som 2011 och växte till att få miljontals dagliga besökare efter avstängningen av Megaupload. I maj 2016 blockerades webbplatsen i Storbritannien av ett domstolsbeslut och högst före en tillfällig nedläggning i slutet av 2016 noterade Alexa Internet Putlocker som rankning bland de 250 mest besökta webbplatserna världen över. Putlocker har rapporterats av Motion Picture Association of America som ett stort hot mot den legitima fildelningen genom spridningen av piratkopierat material.
Putlockers domänadress har ändrats flera gånger under hela dess historia, med det senaste domänbeslaget som URL-adressen putlockers.ch, som upphävdes och överfördes till äganderätten till EuroDNS, genom beslut av en luxemburgsk domstol. Det är inte offentligt känt huruvida en officiell Putlockers webbplats som underhålls av det ursprungliga laget förblir tillgänglig online, men minst femtio spegel- eller proxywebbplatser, varav många använder Putlocker-namnet, har identifierats.